# Шахта «Великомостівська»
ВП Шахта «Великомостівська» (до 2001 року — Шахта № 1 «Великомостівська») — відокремлений підрозділ державного підприємства ВО ДКХ «Львіввугілля» у Львівсько-Волинському кам'яновугільному басейні. Займає східну частину Межирічанського родовища. Розташована у місті Шептицький, Львівської області.

## Опис
Стала до ладу у 1958 р. з проектною потужністю 450 тис. т/рік. Фактичний видобуток вугілля у 1991 р. склав 824 т/добу. У 2003 р. видобуто 206 тис. т вугілля.
Шахтне поле розкрите двома вертикальними стволами глибиною 499 і 473 м. Шахта відпрацьовує два пласта — nн, n8. Лави оснащені комплексами КМ-87 та комбайнами ГШ-68. Підготовчі виробки проводяться комбайнами ГПКС. Директор шахти — Куц Андрій Федорович. Головний інженер — Бойко Василь Григорович.
Адреса: 80100, Україна, Львівська область, м. Шептицький, вул. Львівська, 61.